# Aleksandr Kovalenko
Aleksandr Jurjevitj Kovalenko (ryska: Александр Юръевич Коваленко), född 8 maj 1963 i Babrujsk, Vitryssland, är en före detta sovjetisk friidrottare inom tresteg.
Han tog OS-brons i tresteg vid friidrottstävlingarna 1988 i Seoul. 